# Enric II d'Avaugour

Blasó d'Enric d'Avaugour

Enric II d'Avaugour (16 de gener de 1205 - 6 d'octubre de 1281), fill d'Alan I d'Avaugour i de Petronil·la de Beaumont-au-Maine (filla de Ricard I de Beaumont-au-Maine), va ser un gran senyor bretó, comte de Goëlo, comte de Penthièvre, senyor d'Avaugour i de Dinan. Va ser breument reconegut duc de Bretanya (1209-1213).

## Biografia
El seu pare el va prometre el 1209 a l'edat de 5 anys amb la duquessa Alix de Bretanya i el feu rebre l'homenatge dels senyors bretons com a duc. Abans de morir el 1212, Alan de Penthièvre va designar Gestin de Coëtmen i Juhel III de Mayenne com tutors del seu fill.
Guiu de Thouars, pare d'Alix i guardià del ducat en el seu nom, va morir al seu torn el 1213. Desapareguts Alan i Guiu, el rei Felip II de França va quedar en llibertat i va poder trencar el compromis d'Enric d'Avaugour i d'Alix el mateix any, per unir la petita duquessa a Pere de Dreux, dit Pere Mauclerc, cosí del rei.
Enric, encara un nen el 1214, també va ser espoliat per Pierre Mauclerc del seu patrimoni patern, els comtat de Goëlo i de Penthièvre, els quals hauria hagut d'heretar a la mort d'un cosí. No li va quedar més que la petita senyoria d'Avaugour a Goëlo, d'on el nom que va ser donat a la seva descendència.
L'aliança de Pere Mauclerc amb el rei Enric III d'Anglaterra va portar la regent Blanca de Castilla a pronunciar la seva deposició el juny 1230. Amb diversos altres senyors bretons, Enric es va incorporar llavors al partit reial en l'esperança de recobrar el seu heretatge. Bé que va ser armat cavaller pel rei Lluís IX de França el 1234, va ser decebut en les seves esperances quan Mauclerc va fer la seva submissió al rei sota el regnat del seu fill el duc Joan I el Roig de Bretanya.
Entre 1238 i 1241, Enric II d'Avaugour va participar en la croada en la qual el seu cosí Ricard II de Beaumont-au-Maine va trobar la mort.
El 1264, el seu fill Alan II d'Avaugour va vendre la totalitat dels seus béns a Bretanya sobretot les senyories de Dinan Nord i Dinan Bécherel al duc Joan I el Roig de Bretanya, per la suma irrisòria de 16.000 lliures torneses, abans de desaparèixer de la història.
Enric II d'Avaugour va comprometre llavors per al compte del seu net Enric III d'Avaugour conegut com a "Henriot", del qual era el tutor, una acció d'anul·lació de la transacció davant el tribunal suprem del rei a París. Aquest procediment no va tenir més un èxit parcial i ja després de la seva mort, quan finalment es va acordar una transacció amb el duc de Bretanya per la restitució d'una part del patrimoni matern a Henriot.
El 1278, Enric II va prendre l'hàbit de monjo al Convent dels Franciscans de Dinan, probablement fundat pel seu fill i no per ell com assegura la llegenda. Allí va morir el 6 d'octubre de 1281. Va ser inhumat a la capella del convent on es trobava la seva estàtua jacent avui desapareguda.

## Posteritat
Henri de Penthièvre s'havia casat amb la filla del seu tutor, Margarida de Mayenne morta vers 1238/1256, qui era igualment l'hereva de la senyoria de Dinan Bécherel derivada de la seva mare Gervàsia de Dinan, morta aquesta el 1238. D'aquesta unió van néixer tres fills:
- Alan II d'Avaugour senyor de Dinan;
- Juhel d'Avaugour espòs de Caterina de Léon, probable avantpassat de la casa de Lannion (?);
- Geoffroi d'Avaugour mort el 4 de juny de 1303, avantpassat de la casa de Kergrois.